# Kıdırcık, Köprübaşı
Kıdırcık là một xã thuộc huyện Köprübaşı, tỉnh Manisa, Thổ Nhĩ Kỳ. Dân số thời điểm năm 2011 là 159 người.